# Himos
Himos est une petite station de sports d'hiver située sur le territoire de la commune de Jämsä, dans la région de  Finlande-Centrale en Finlande, .

## Domaine skiable
Le dénivelé maximal est de 151 mètres. La plus longue piste mesure 950 mètres.

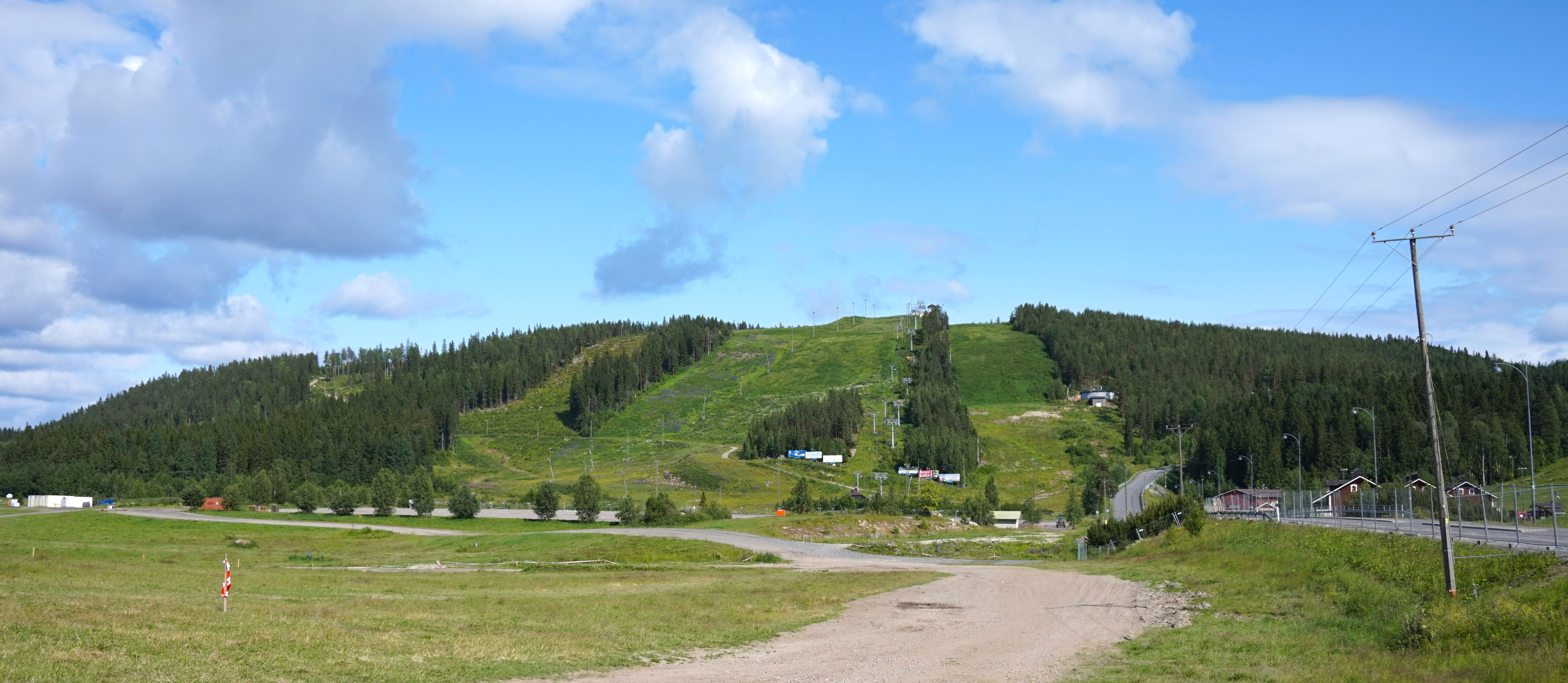
Himos en 2015.

### Versant Ouest
1. Bonus-rinne (148 m / 670 m)
2. Keskimaa (148 m / 630 m)
3. ABC-rinne (148 m / 540 m)
4. Himmin rinne (120 m / 550 m)
5. Hiskin rinne (120 m / 500 m)
6. MC-rinne Mukkeli (120 m / 500 m)
7. Torvinokan rinne (120 m / 650 m)
8. Edwardin rinne (120 m / 660 m)
9. Mökön rinne (80 m / 440 m)
10. Murrin rinne (80 m / 440 m)
11. Peikkorinne 1 (18 m / 150 m)
12. Peikkorinne 2 (18 m / 150 m)
13. Joonan kumpu (5 m / 33 m)
14. Kanttipeikon rinne (15 m / 100 m)
15. Pikku-Sumpin rinne (15 m / 100 m)
16. Pulkka- ja tuubimäki (15 m / 120 m)
17. Pieni pulkkamäki (5 m / 30 m)

### Versants nord et nord-ouest

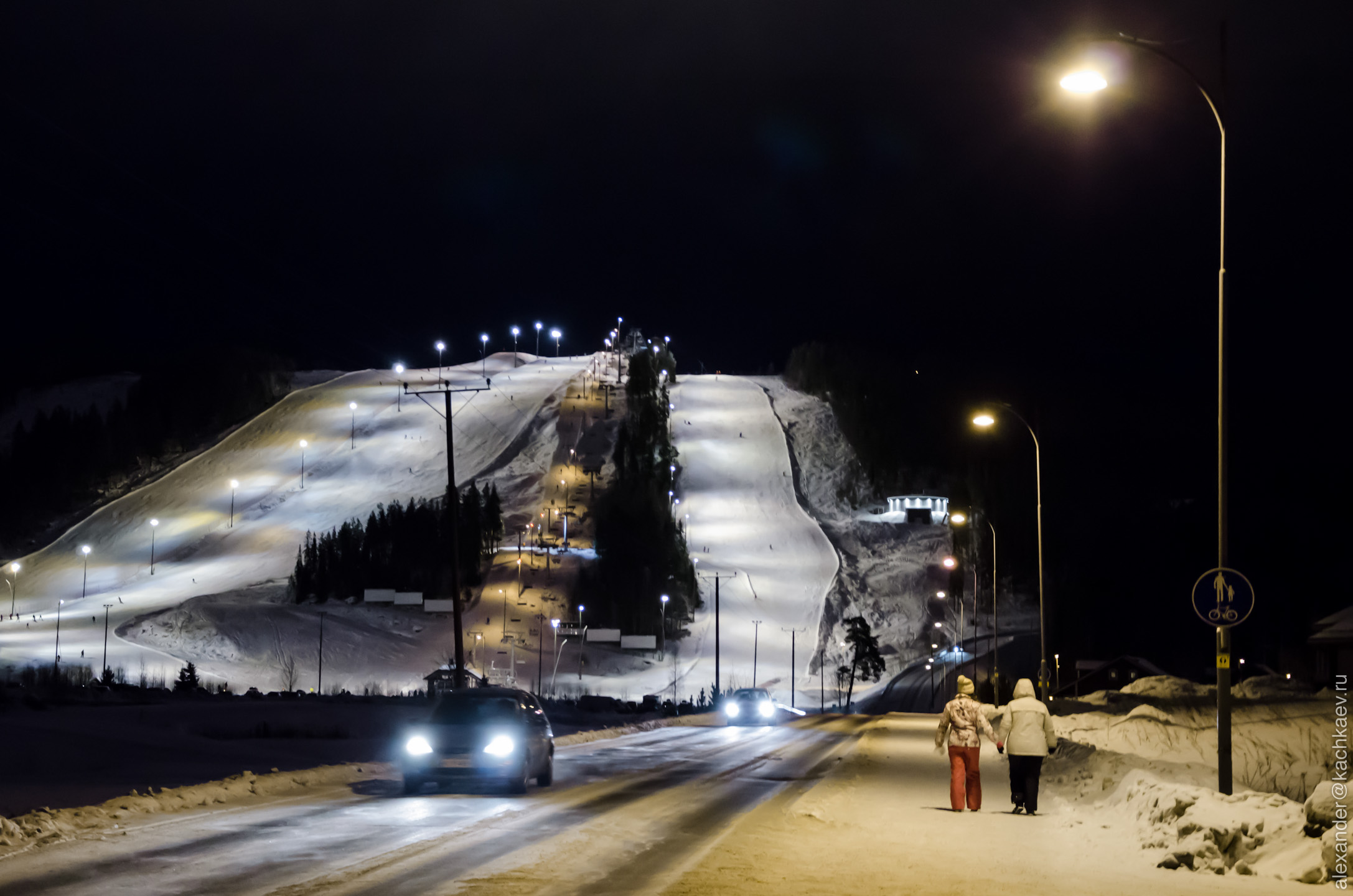
Pentes d'Himos.

1. Tuolihissirinne (135 m / 750 m)
2. Turistirinne (135 m / 700 m)
3. Kilparinne (135 m / 600 m)
4. Hiihtokoulurinne (40 m / 300 m)
5. Kumparerinne (140 m / 700 m)
6. Päivin kaarre (126 m / 550 m)
7. Jussin jyrkkä (126 m / 550 m)